# Lista de regiões da Mauritânia por IDH
Esta é uma lista de regiões da Mauritânia  por Índice de Desenvolvimento Humano de 2017. Um valor de IDH é calculado para a região de Trarza e a cidade de Nuaquexote (compreendendo as regiões de Nouakchott-Nord, Nouakchott-Ouest e Nouakchott-Sud desde 2014) combinadas.
| Classificação                | Região                       | IDH (2017)                   |
| Desenvolvimento humano médio | Desenvolvimento humano médio | Desenvolvimento humano médio |
| ---------------------------- | ---------------------------- | ---------------------------- |
| 1                            | Inchiri                      | 0,643                        |
| 2                            | Tiris Zemmour                | 0,588                        |
| 3                            | Trarza e Nuaquexote          | 0,583                        |
| –                            | Mauritânia                   | 0,556                        |
| 4                            | Adrar                        | 0,552                        |
| Desenvolvimento humano baixo |                              |                              |
| 5                            | Hodh El Gharbi               | 0,528                        |
| 6                            | tagant                       | 0,517                        |
| 7                            | Brakna                       | 0,498                        |
| 8                            | Assaba                       | 0,476                        |
| 9                            | Hodh Ech Chargui             | 0,457                        |
| 10                           | Guidimaka                    | 0,454                        |
| 11                           | Dakhlet Nouadhibou           | 0,438                        |
| 12                           | Gorgol                       | 0,429                        |